# Český svaz bojovníků za svobodu
Český svaz bojovníků za svobodu (ČSBS) je český spolek, sdružující účastníky národního odboje za osvobození ve druhé světové válce a jejich pozůstalé. Členy spolku mohou být i další občané, kteří souhlasí s jeho posláním a stanovami.
Jeho předsedou je od roku 2011 Jaroslav Vodička. Spolek vzbuzuje v posledních letech značné kontroverze a je předmětem kritiky mnoha známých osobností či některých samospráv a institucí.

## Historie
Organizace vznikla v roce 1990 přejmenováním Českého svazu protifašistických bojovníků, původně organizovaného v rámci federálního Československého svazu protifašistických bojovníků, jehož je historickým a právním nástupcem. V průběhu devadesátých let byly postupně změněny stanovy tak, že členem nemohou být nejen příslušníci bývalých fašistických organizací, ale ani bývalí členové StB.
Poté, co byl předsedou spolku zvolen bývalý spolupracovník VB a bývalý člen KSČ Jaroslav Vodička, začala stoupat kritika spolku. Ta vzrůstala po některých vyjádřeních předsedy Vodičky, po zahájení spolupráce spolku s některými kontroverzními osobnostmi, jako je například Jana Bobošíková a po udělení vyznamenání komunistickému poslanci Zdeňku Ondráčkovi, který v roce 1989 zasahoval proti demonstrantům. Reakcí byl odchod některých významných osobností ze spolku (spolek opustil například kardinál Dominik Duka nebo přeživší lidické ženy). Po dalších kontroverzích se spolkem ukončil spolupráci Senát Parlamentu České republiky, Magistrát hlavního města Prahy, velká část dalších samospráv nebo Ministerstvo obrany ČR. Část členů spolku i některé oblastní organizace se dlouhodobě snaží vedení spolku odvolat, případně zakládají vlastní, nové organizace. Svaz byl až do roku 2022 dotován ze státního rozpočtu prostřednictvím ministerstva obrany. Rozhodnutím ministryně obrany Jany Černochové (ODS) mu byla toho roku dotace zrušena.

## Organizace
Svaz sdružuje nejen fyzické osoby (především účastníky druhého odboje a jejich pozůstalé), ale také právnické osoby (kolektivní členy), které zastávají postoje blízké ČSBS idejím. Nejvyšším výkonným orgánem Svazu je předsednictvo ústředního výboru, pod kterým pracují okresní a místní organizace. Předsedou ČSBS je od roku 2011 Jaroslav Vodička, od roku 2013 působí ve funkci prvního místopředsedy plk. Ing. Emil Kulfánek a od roku 2016 ve funkci místopředsedy Ústředního výboru ČSBS Mgr. Milan Andres. Valné shromáždění se koná jednou za dva roky formou sjezdu. Dne 21. června 2016 se konal X. sjezd ČSBS.

### Členové
K 31. prosinci 2003 měl ČSBS 14 308 členů. K 31. prosinci 2006 měl dle údajů organizace 10 489 členů. O 10 let později jich však měl méně než polovinu. V roce 2019 měl 3 549 řádných členů. Od roku 2008, kdy měl spolek 8 236 členů, do roku 2019 z něj vystoupilo (nikoli zemřelo) 4702 členů.
V roce 2019 byl podíl osob starších 80 let 32,8 % (1 165 členů), o čtyři roky dříve (2015) jich bylo 2 101, což tehdy činilo 44,4 % členů.

### Spolupráce s dalšími spolky
V rámci svazu působí pět autonomních sdružení:
- Sdružení domácího odboje a partyzánů (SDOP-ČSBS)
- Sdružení Českého národního povstání (SČNP-ČSBS)
- Sdružení politických vězňů a pozůstalých (SPVaP-ČSBS)
- Sdružení zahraničních vojáků 2. světové války (SZV DSV-ČSBS)
- Sdružení přátel interbrigadistů (SPI-ČSBS)

Členem ČSBS jsou i spolupracují spolky:
- Sdružení osvobozených politických vězňů a pozůstalých
- Sdružení čs. zahraničních letců – východ
- Kruh občanů České republiky vyhnaných v roce 1938 z pohraničí
- Společnost Ludvíka Svobody

### Předsedové/předsedkyně

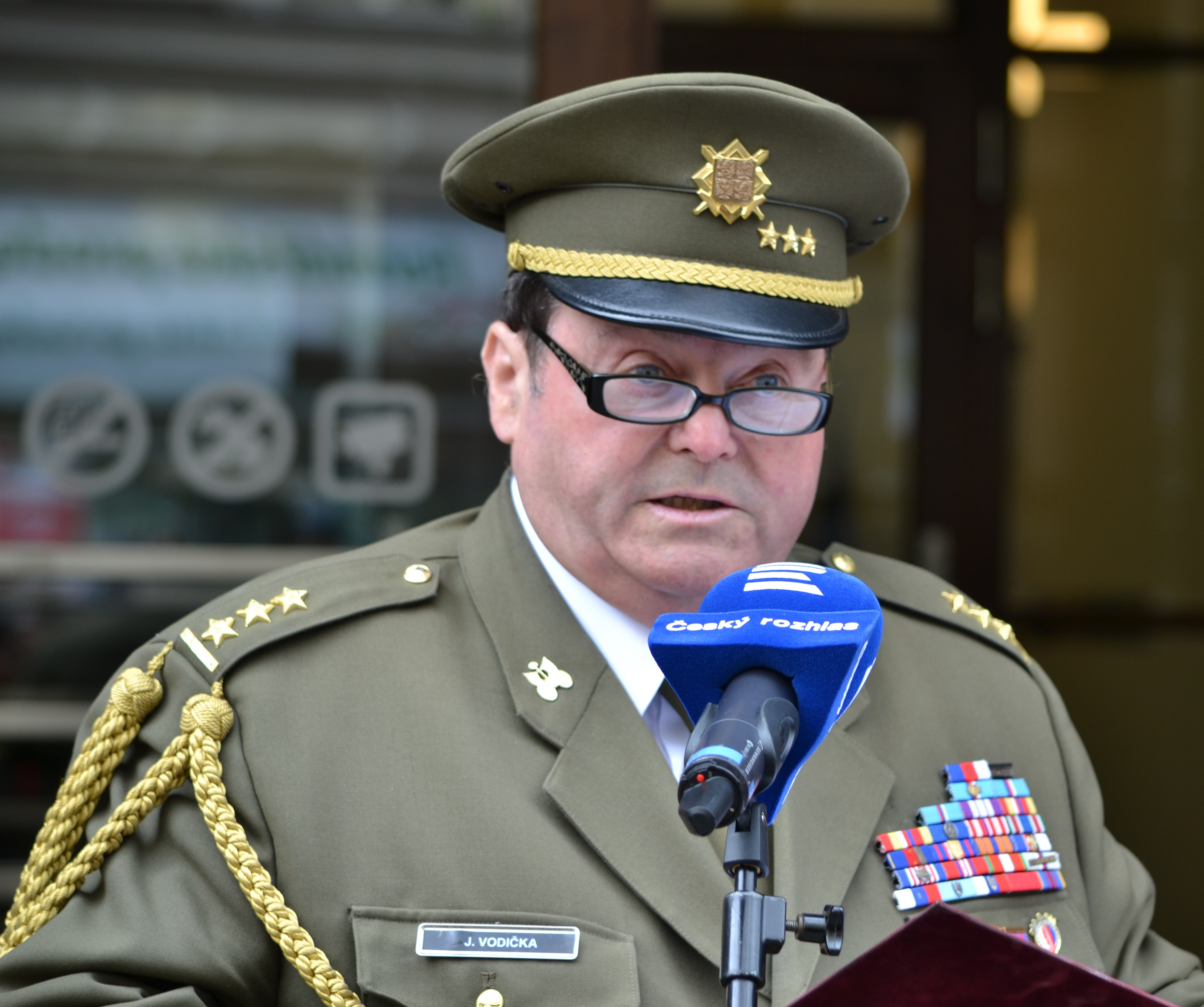
Jaroslav Vodička, předseda svazu (2013)

- 1991–2001 Jakub Čermín
- 2001–2011 Anděla Dvořáková
- od 2011 Jaroslav Vodička

## Kontroverze

### Předseda
Jaroslav Vodička, bývalý člen Komunistické strany Československa, byl podle medializovaných informací spolupracovníkem Veřejné bezpečnosti s krycím jménem „JOSEF“ vedeným oddělením hospodářské kriminality v Lounech. Vedení svazu je v současné době často považováno za kontroverzní a vzhledem k tomu svaz bojkotují některé významné české instituce, například Senát Parlamentu České republiky nebo Magistrát hlavního města Prahy. Ministerstvo obrany zvažuje ukončení spolupráce se svazem. Kvůli kontroverzím přišel o dotace od řady měst a krajů, není zván na tryzny v Terezíně, Ležákách a Lidicích.

### Provázanost s komunistickým režimem
Vzhledem k tomu, že se předchůdce Svazu v očích odpůrců komunistického režimu zdiskreditoval svojí prokomunistickou a prosocialistickou orientací před rokem 1989 a spornou personální politikou, někteří příslušníci protinacistického odboje odmítali či odmítají mít se Svazem cokoliv společného. Za komunistického režimu v 50. a 60. letech šlo především o vylučování některých účastníků protinacistického odboje s antikomunistickými postoji (například Josef Beran) a udělování vysokých funkcionářských postů válečným zločincům (např. Karol Pazúr). Podle kritiků ČSBS je organizace stále silně svázána s komunistickou ideologií a politickým extremismem.
V roce 2016 ČSBS mnoho členů opustilo, mimo jiné pro nesouhlas s účastí lidí, kteří dříve byli napojení na Státní bezpečnost a Veřejnou bezpečnost, ve vedení spolku, kvůli neprůhlednému hospodaření či vylučování kritiků a rušení místních organizací ze strany vedení. ČSBS udělil v říjnu 2018 pamětní medaili komunistickému poslanci Zdeňkovi Ondráčkovi, který kvůli masovým demonstracím odstoupil z pozice předsedy sněmovní komise pro kontrolu činnosti Generální inspekce bezpečnostních sborů. Po ocenění komunistického poslance a někdejšího člena Pohotovostního pluku VB Zdeňka Ondráčka svaz opustila další vlna členů, například kardinál Dominik Duka.

### Členství kontroverzních osobností
V roce 2015 byla do čela lidické buňky Svazu zvolena Jana Bobošíková, která se roku 2008 zúčastnila prezidentských voleb za KSČ. V reakci na to opustily Svaz poslední tři žijící lidické ženy, Jaroslava Skleničková, Miloslava Kalibová a Milada Cábová. Svůj odchod zdůvodnily obavami o politizaci instituce ze strany Bobošíkové a nesouhlasem s jejími xenofobními výroky. Bobošíková navrhla odvolat podle ní zdiskreditované vedení ČSBS a nominovat do funkce předsedkyně bývalou poslankyni za KSČM Jitku Gruntovou.
V dalších měsících do Svazu vstoupila řada dalších známých osobností, například Jiří Ovčáček. Naopak někteří z posledních žijících účastníků protinacistického odboje ze Svazu vystoupili. Medializovaným se stalo vystoupení veterána od Tobruku a bývalého místopředsedy Svazu Pavla Vranského, který jej zdůvodnil nesouhlasem s vedením Svazu.
Podle poslance ODS Jakuba Jandy je problematický především předseda Vodička – „agent komunistické veřejné bezpečnosti s krycím jménem Josef a normalizační člen KSČ, místopředseda Andres – nadporučík vojenské kontrarozvědky, která byla přímou součástí StB, členové vedení, jako je pan Minář, který je napojen na spolky nekriticky obdivující Stalina. Tito bývalí exponenti režimu, vesměs udavači a fízlové, si Svaz znárodnili, vyhnali z něj názorové oponenty a za přítomnosti podivných lidí si připíjejí šampaňským na ruské ambasádě nebo na ústředí KSČM.“
Dalším problematickým členem Svazu je František Radkovič ml., který vybudoval svoji kariéru na jménu svého otce a jeho odbojové činnosti za II. světové války. Na veřejnosti chodí v uniformě majora letectva s odznakem pro dipl. důstojníky generálního štábu ČS válečné školy v Praze z let 1924–1937, kteroužto není dle serveru Forum24 oprávněn nosit, neboť „s vysokou pravděpodobností (snad jen s výjimkou ZVS) nikdy nebyl příslušníkem ČSLA ani AČR, tím méně v hodnosti majora letectva“. Jako předseda místní organizace v Jablonci a člen ÚV ČSBS velmi úzce spolupracuje s regionálními organizacemi KSČM a Klubem českého pohraničí. Roku 2019 byl odsouzen k podmíněnému trestu odnětí svobody za několikaleté pronásledování a pomluvy středoškolského učitele dějepisu Libora Behúla. Behúl nejprve uváděl na pravou míru jeho zkreslování faktů na přednášce pro studenty a nakonec studenty z přednášky odvedl.

### Postoj k migrační krizi
Předseda Svazu Jaroslav Vodička byl v roce 2016 během evropské migrační krize kritizován za své protiuprchlické výroky pronesené v projevu v rámci terezínské tryzny. Organizace ROMEA označila tento projev za xenofobní, projev byl kritizován i ze strany Židovské obce v Praze a Federace židovských obcí. V srpnu toho roku pak zpravodajský server Echo24 publikoval informace o Vodičkově vstupu do KSČ v osmdesátých letech, poté co byl v roce 1970 z KSČ vyloučen, a o jeho spolupráci s Veřejnou bezpečností v roli agenta na oddělení hospodářské kriminality v Lounech.

### Působení Emila Kulfánka na Ministerstvu obrany
Organizace „Národní odboj v severovýchodních Čechách” uveřejnila na svém webu informace o 1. místopředsedovi ÚV ČSBS plk. Ing. Emilu Kulfánkovi, který působil v letech 2004–2006 na oddělení Ministerstva obrany České republiky, jež vydávalo na základě zákona č. 255/1946 Sb., o účasti v národním boji za osvobození v době od 15. 3. 1939 do 5. 5. 1945 osvědčení o účasti a vydávalo také na podkladě zákona č. 357/2005 Sb., o účasti v Českém národním povstání v době od 30. 4. 1945 do 12. 5. 1945 příslušná potvrzení. Kulfánek spolupracoval již od roku 2000 s ČSBS a v roce 2005 do Svazu vstoupil. V roce 2007 nastoupil jako vedoucí ústřední evidence do kanceláře ÚV ČSBS a pracoval jako vedoucí Památníku Pečkárna. Z jednatele základní organizace ČSBS se vypracoval na tajemníka okresního výboru ČSBS, předsedu OV ČSBS v Praze, člena ÚV a předsednictva ÚV ČSBS a nakonec v roce 2013 až na 1. místopředsedou Ústředního výboru ČSBS. Organizace Národního odboje v severovýchodních Čechách poukazovala na kontroverzní působení a zejména zdlouhavé vyřizování takových osvědčení v případě členů odboje Obrany národa v době, kdy na tomto oddělení MO ČR působil Emil Kulfánek.

### Bojkot ČSBS památníky a státními úřady
Spolupráci s Jaroslavem Vodičkou již v únoru 2019 ukončil Památník Terezín, a nebude v roce 2019 pozván ani na pietní akt v Lidicích a do obce Ležáky.
Vzpomínkové setkání na počest odbojáře Václava Morávka uspořádal Senát Parlamentu České republiky, zástupci Ministerstva obrany, hlavního města a Prahy 6 o hodinu dříve, než měl za ČSBS vystoupit Jaroslav Vodička.
Na pietním aktu k 80. výročí okupace Československa nacistickým Německem v Domě armády kromě Vodičky vystoupili Vojtěch Filip, Václav Klaus mladší, Ivan David nebo Jaroslav Doubrava. Klaus v projevu přirovnal plán prezidenta Emmanuela Macrona na reformu Evropské unie k antisemitské knize Mein Kampf nacistického vůdce Adolfa Hitlera. ČSBS původně chtěl akci uspořádat na Staroměstské radnici, pražský magistrát ale odmítl prostory poskytnout. Ministerstvo obrany se od akce následně distancovalo a zvažuje, že spolupráci s Vodičkovým svazem bojovníků ukončí. Senátor Pavel Fischer vyzval ministra Metnara, aby do budoucna podobným akcím zabránil. Podle Jiřího Padevěta byla tato akce přehlídkou toho nejhoršího, co může současný veřejný prostor nabídnout. Část samospráv v reakci na opakované kontroverze uvedla, že nechce svaz dál dotovat.

### Neoprávněné využívání dotací
Kontrola Ministerstva financí odhalila, že Svaz neoprávněně využíval část dotací ze státního rozpočtu za roky 2016 – 2018. Svazu se nepodařilo věrohodně doložit některé výdaje spojené s provozem spolku či organizováním akcí. Kritizován byl také způsob placení práce přes dohody o provedení práce, kdy kontrakt s limitem 300 hodin ročně byl překračován a peníze za práci navíc byly vypláceny formou odměn. Svaz tím podle ministerstva obcházel zákoník práce. Neprůhledně bylo financováno také periodikum Národní Osvobození, kdy nebylo doloženo množství předplatitelů a část nákladu byla opakovaně likvidována. Celkové neprokázané výdaje placené ze státních dotací byly vyčísleny na 331 tisíc korun, proplácení překročeného zákonného rozsahu práce z dohod o provedení práce na 116 tisíc korun a nehospodárnost při vydávání periodika Národní Osvobození na 351 tisíc korun. Celková výše podezření na porušení rozpočtové kázně byla vyčíslena na 900 000 korun. Závěry kontroly předalo ministerstvo Finanční správě. Ta ale šetření ukončila, neboť ČSBS dotaci, kvůli níž mu hrozila kontrola, vrátil.

### Odchod místních organizací ČSBS
Roku 2019 několik nespokojených poboček Svazu bojovníků za svobodu vytvořilo platformu Vraťme vážnost ČSBS. Dosud se pod ni podepsalo jedenáct organizací svazu – z Benešova, Brna-venkova, Břeclavi, Hradce Králové, Lidic, Plzně, Prahy 6, Svitav, Trutnova, Boskovic, Jihlavy a Brna-jihu. Roku 2020 svaz opustila stočlenná buňka Českého svazu bojovníků za svobodu ve Valašském Meziříčí a založila vlastní organizaci s názvem Společnost pro uchování odbojových tradic. Tato místní organizace, následník Svazu protifašistických bojovníků, nikdy neztratila právní subjektivitu a patří jí i budova, kterou stát původně zabavil kolaborantům. Odchod zvažovaly také pobočky ČSBS v Plzni a Trutnově. Organizaci v Benešově členové zrušili v roce 2021 a založili pobočný spolek Českého svazu protifašistických bojovníků (2021).[zdroj?]